# Antonio Guidetti
Antonio Guidetti (Napoli, 1675 – Napoli, 1730) è stato un architetto italiano.

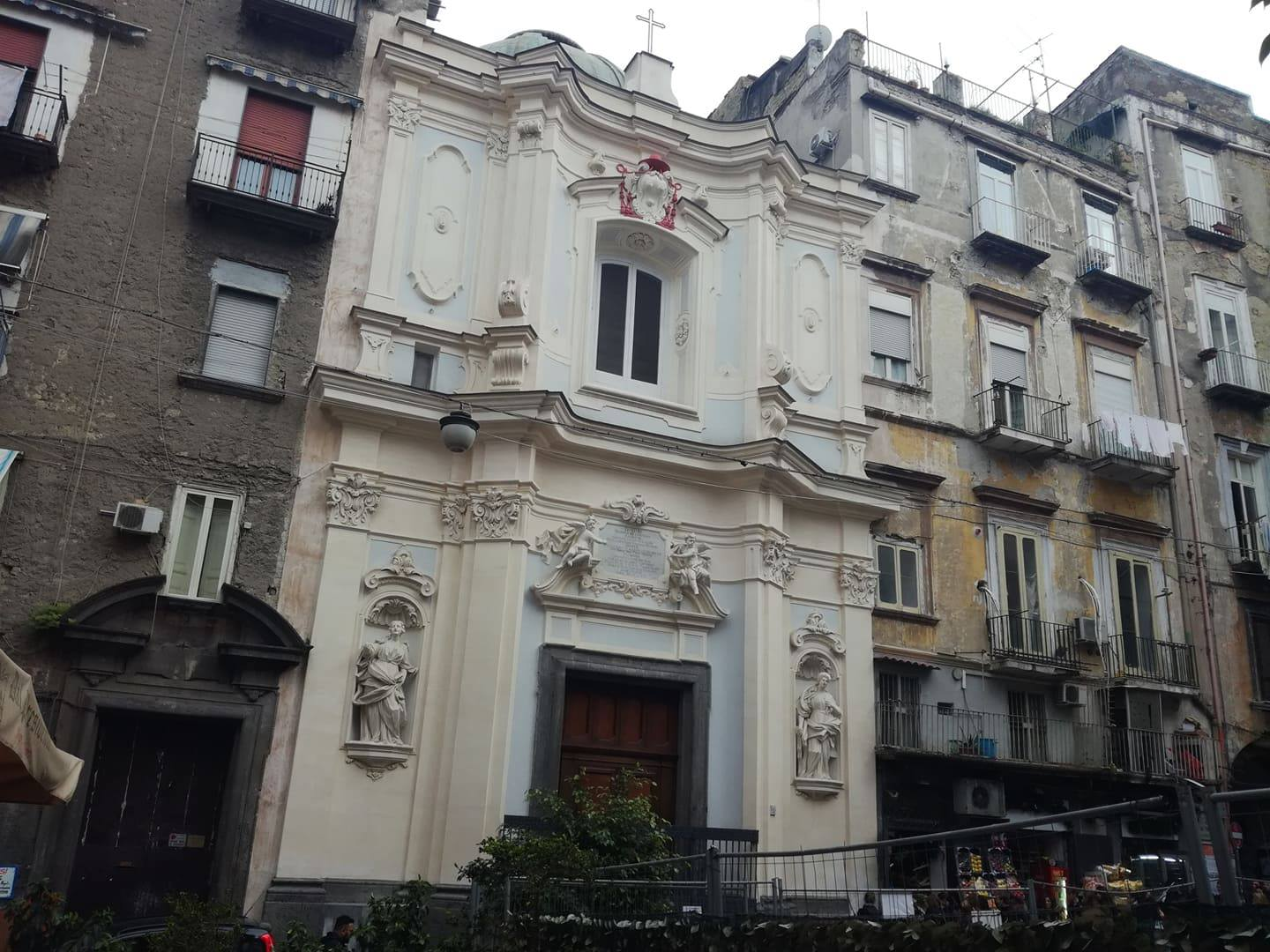
La facciata della chiesa di Santa Maria della Colonna, restaurata nel corso degli interventi finanziati dal Grande Progetto UNESCO

Antonio Guidetti fu uno dei protagonisti dell'ultimo scorcio del XVII secolo e i primi del successivo, fu influenzato dallo stile di Francesco Borromini e seppe creare anche uno stile personale, riuscendo ad influenzare anche altri architetti tra cui Nicola Tagliacozzi Canale.
Le opere testimomiate dell'architetto sono relativamente poche, al 1701 è testimoniato il soffitto cassettonato nella chiesa di Santa Maria Donnalbina. Nel 1719 progettò alcune fontane e ornamenti in un palazzo in salita Montagnola. Suo fu anche il coro nella Basilica di Santa Chiara, realizzato nel 1721, molto tempo prima degli interventi di Domenico Antonio Vaccaro e distrutto durante il bombardamento del 4 agosto 1943, fu immortalato nelle fotografie Alinari. Nel 1726 riprogettò la chiesa di San Benedetto di Casoria.
L'intervento più noto dell'architetto fu quello della chiesa di Santa Maria della Colonna, dove progettò fra l'altro un grazioso edificio di influssi Rococò. La facciata risale al 1715 è ricca di richiami borrominiani, soprattutto nell'impostazione concavo-convessa del prospetto suddiviso verticalmente da lesene.